# Bachtijar Artajev
Bachtijar Karipullauly Artajev (kazašsky Бақтияр Ғарифоллаұлы Артаев; * 14. března 1983 Taraz) je bývalý kazašský boxer.
Na olympijských hrách Athénách roku 2004 získal zlatou medaili v lehké střední váze (do 67 kg). Na této olympiádě získal i Cenu Vala Barkera, což je putovní cena, kterou od roku 1936 uděluje Mezinárodní asociace amatérského boxu (AIBA) pro nejtechničtějšího boxera každé olympiády, bez ohledu na váhovou kategorii a celkové umístění. Na amatérském mistrovství světa získal dva bronzy, v lehké střední váze (2005) a střední váze (2007). Z Asijských her má stříbro (2006), stejně tak z mistrovství Asie (2002). V roce 2012 se stal prezidentem sportovního klubu Astana Prezidenttik Kluby, který nově založil prezident Nursultan Nazarbajev, a který sdružuje řadu klubů v různých odvětvích (FC Astana, Astana Team, Barys Nur-Sultan ad.) a je klíčovou sportovní organizací Kazachstánu.